# MP Mikkeli
Mikkelin Palloilijat is een Finse voetbalvereniging uit de stad Mikkeli. De club is opgericht in 1929 en speelt haar thuiswedstrijden in het Mikkelin Urheilupuisto, dat plaats biedt aan ongeveer 6.000 toeschouwers. Naar Fins gebruik wordt de club doorgaans MP genoemd.

## Geschiedenis
MP Mikkeli werd opgericht in 1929 en is een club die in de loop der jaren aardig wat succes heeft gehad in het Finse voetbal. In zowel 1970 als 1971 werd de Beker van Finland (Suomen Cup) gewonnen wat de club plaatsing voor de Europacup II opleverde. Er werd in de voorrondes verloren tegen het Turkse Eskişehirspor, een jaar later verloor MP over twee wedstrijden van het Oost-Duitse FC Carl Zeiss Jena.
MP behaalde met regelmaat een hoge eindklassering in de Veikkausliiga, met Europese plaatsing tot gevolg. Veel spelers van MP hebben het Fins voetbalelftal bereikt. De meest bekende is doelman Jussi Jääskeläinen die het ver schopte in de Engelse Premier League. Daarna boekte de club mindere resultaten, een fusie met Mikkelin Kissat in 1998 kon daar geen verandering in brengen. Drie jaar later werd fusieclub FC Mikkeli opgeheven en gingen de clubs elk hun eigen weg.
De club kwam 25 seizoenen uit in de Veikkausliiga. Nadat de club in 2006 uit de Ykkönen was gedegradeerd naar de Kakkonen, wist de club in 2009 weer naar de Ykkönen te promoveren. Het werd een troosteloos seizoen, want MP eindigde als laatste met slechts 17 punten uit 26 wedstrijden.
In 2014 promoveerde de club uit de Kakkonen, omdat MyPa-47 en FC Honka Espoo geen licentie kregen voor de Veikkausliiga en er dus doorgeschoven kon worden in de lagere divisies. Hoewel men in 2014 degradeerde, kon men vijf jaar later weer als kampioen van groep A terugkeren in de Ykkönen.

### Rivaliteit
De traditioneel grootste rivaal van MP is het eveneens uit de regio Savo afkomstige KuPS, dat zo'n 150 kilometer ten noorden van Mikkeli ligt. In het uitgestrekte Finland is dat al snel een derby.

## Erelijst
- Beker van Finland

1970, 1971
- Viking Cup

1975

### Eindklasseringen
| Seizoen | №  | Clubs | Divisie          | Duels | Winst | Gelijk | Verlies | Doelsaldo | Punten | Tsch  |
| ------- | -- | ----- | ---------------- | ----- | ----- | ------ | ------- | --------- | ------ | ----- |
| 2002    | 2  | 12    | Kakkonen-Oost    | 22    | 13    | 4      | 5       | 53-26     | 43     |       |
| 2003    | 2  | 12    | Kakkonen-Oost    | 22    | 17    | 3      | 2       | 61-9      | 54     |       |
| 2004    | 7  | 14    | Ykkönen          | 26    | 9     | 11     | 6       | 46-40     | 38     |       |
| 2005    | 9  | 14    | Ykkönen          | 26    | 9     | 5      | 12      | 31-42     | 32     |       |
| 2006    | 13 | 14    | Ykkönen          | 26    | 7     | 3      | 16      | 30-54     | 24     |       |
| 2007    | 3  | 14    | Kakkonen-Groep A | 26    | 15    | 4      | 7       | 39-24     | 49     |       |
| 2008    | 6  | 14    | Kakkonen-Groep A | 26    | 12    | 4      | 10      | 40-41     | 40     |       |
| 2009    | 1  | 14    | Kakkonen-Groep A | 26    | 16    | 5      | 5       | 51-25     | 53     |       |
| 2010    | 14 | 14    | Ykkönen          | 26    | 5     | 2      | 19      | 17-47     | 17     |       |
| 2011    | 3  | 14    | Kakkonen-Groep A | 26    | 14    | 7      | 5       | 61-33     | 49     |       |
| 2012    | 3  | 10    | Kakkonen-Oost    | 27    | 15    | 4      | 8       | 68-37     | 49     | 694   |
| 2013    | 2  | 10    | Kakkonen-Oost    | 27    | 19    | 3      | 5       | 71-36     | 60     | 392   |
| 2014    | 2  | 10    | Kakkonen-Oost    | 27    | 15    | 6      | 6       | 54-34     | 51     | 539   |
| 2015    | 9  | 10    | Ykkönen          | 27    | 5     | 2      | 20      | 31-56     | 17     | 1.269 |
| 2016    | 9  | 3     | Kakkonen Groep A | 22    | 11    | 3      | 8       | 44-36     | 36     | 690   |
| 2017    | 9  | 12    | Kakkonen Groep A | 22    | 7     | 4      | 11      | 30-38     | 25     | 717   |
| 2018    | 7  | 12    | Kakkonen Groep A | 22    | 9     | 6      | 7       | 39–31     | 33     | 1.201 |
| 2019    | 1  | 12    | Kakkonen Groep A | 25    | 15    | 9      | 1       | 47–14     | 54     | 1.212 |
| 2020    | 7  | 12    | Ykkönen          | 22    | 8     | 5      | 9       | 29–35     | 29     | 819   |
| 2021    | 9  | 12    | Ykkönen          | 27    | 8     | 7      | 12      | 39–44     | 31     | 650   |

## In Europa
#Q = #kwalificatieronde, #R = #ronde, T/U = Thuis/Uit, W = Wedstrijd, PUC = punten UEFA coëfficiënten .
Uitslagen vanuit gezichtspunt MP 
| Seizoen                                                    | Competitie   | Ronde | Land                                    | Club               | Totaalscore | 1e W    | 2e W    | PUC |
| ---------------------------------------------------------- | ------------ | ----- | --------------------------------------- | ------------------ | ----------- | ------- | ------- | --- |
| 1971/72                                                    | Europacup II | 1R    | Vlag van Turkije                        | Eskişehirspor      | 0-4         | 0-0 (T) | 0-4 (U) | 1.0 |
| 1972/73                                                    | Europacup II | 1R    | Vlag van Duitse Democratische Republiek | FC Carl Zeiss Jena | 4-8         | 1-6 (U) | 3-2 (T) | 2.0 |
| 1973/74                                                    | UEFA Cup     | 1R    | Vlag van Duitse Democratische Republiek | FC Carl Zeiss Jena | 0-6         | 0-3 (U) | 0-3 (T) | 0.0 |
| 1991/92                                                    | UEFA Cup     | 1R    | Vlag van Sovjet-Unie                    | Spartak Moskou     | 1-5         | 0-2 (T) | 1-3 (U) | 0.0 |
| 1992/93                                                    | UEFA Cup     | 1R    | Vlag van Denemarken                     | FC Kopenhagen      | 1-10        | 0-5 (U) | 1-5 (T) | 0.0 |
| Totaal aantal behaalde punten voor UEFA coëfficiënten: 3.0 |              |       |                                         |                    |             |         |         |     |